# Paul Mandy
 (septembre 2017).
Pour les articles homonymes, voir Mandy.
Paul Mandy, né le 20 juillet 1927 à Hercegszántó en Hongrie, est un docteur en sciences économiques belge, diplômé en philosophie et en sciences politiques et sociales. 
Il est professeur émérite à l'Université catholique de Louvain, où il enseigna à la faculté des sciences économiques, sociales et politiques de 1974 à 1992.
Il fut professeur ordinaire à l'Université nationale de Kinshasa (ex-Lovanium, Congo) de 1968 à 1974.
Outre le développement économique, ses intérêts scientifiques portent sur l'épistémologie économique et sur les systèmes et doctrines économiques.

## Biographie
Né en 1927 en Hongrie, dans le village de Hercegszántó où son père est directeur d'école, il quitte la Hongrie en 1949 et arrive en Belgique en 1951. Il est naturalisé Belge en 1961. 
Sa thèse de doctorat, en 1967, portet sur les aspects structurels de la théorie de l'emploi. En 1975, il consacre une année sabbatique de recherche à l'Université du Michigan d'Ann Arbor.

## Publications
- Michel Woitrin (dir.), Les dirigeants d’entreprises de l’économie belge, Bruxelles, Office belge pour l’accroissement de la productivité, 1960, XIV-373 pp.
- (avec J.-C. Koeune et J.-L. Kruseman), De la « politique des revenus » à une politique de répartition, Louvain, Librairie universitaire ; Paris, Dunod, 1967, XXII-190 pp.
- Paul Mandy (dir.), La voie large de l’économie politique, hommage à Léon-H. Dupriez, De Boeck[réf. incomplète]
- Progrès technique et emploi - Aspects structurels de la théorie de l’emploi, Louvain, Librairie universitaire ; Paris, Dunod, 1967.
- Transfert de la technologie et efficacité de la coopération, à la recherche d’une nouvelle stratégie internationale de développement, Institut des Sciences économiques, Louvain-la-Neuve, 1980.
- Le statut scientifique de l’économie. Hommage à Paul Rousseaux, Académia, Louvain-la-Neuve, 1991.